# Копчёный сыр

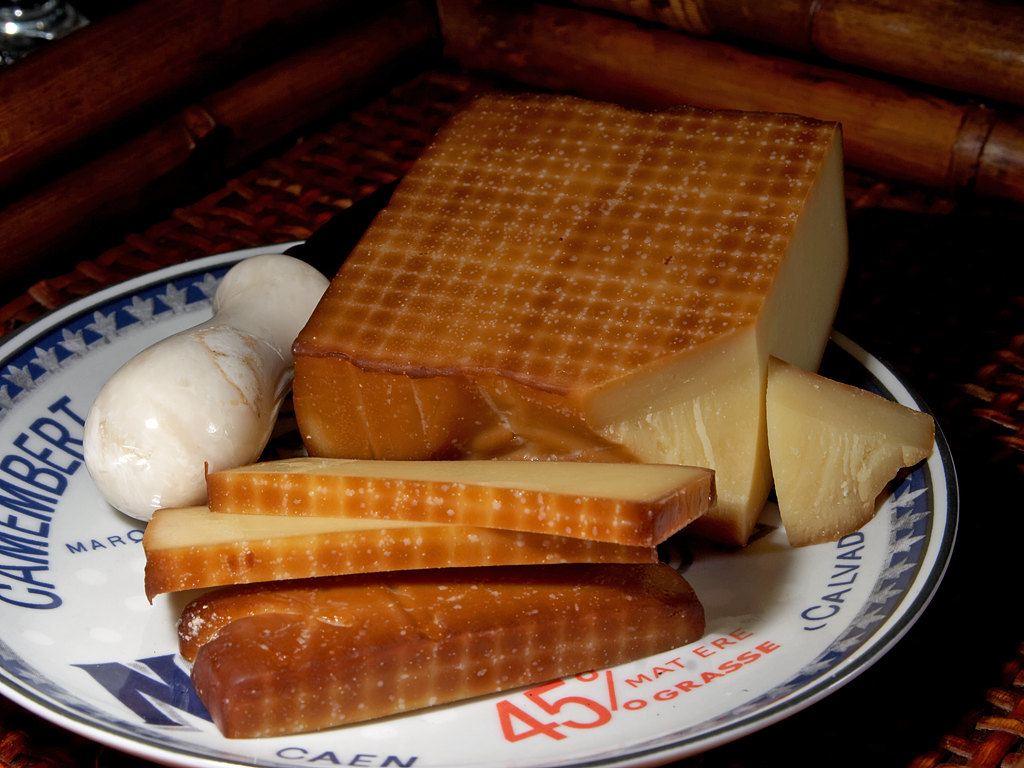
Копчёный Грюйерский сыр

Копчёный сыр — любой сыр, который прошел специальную процедуру копчения. Он обычно имеет желтовато-коричневый внешний вид, «кожу», которая является результатом процесса вулканизации поверхности сыра при высокой температуре. Традиция делать копчёные сыры возникла в Дании, которая причисляет его к своим величайшим изобретениям.

## Методы копчения
Копчёный сыр делается, как правило, одним из двух способов:
Холодный метод копчения, который может занять от недели до месяца, в зависимости от вида сыра. Коптят его между температурами от 70° и 90 °F или 21° и 32 °С. Как правило, не требует постоянного контроля и на некоторых предприятиях готовится без участия человека.
Горячий метод копчения более сложен, чем холодный, поэтому процесс приготовления частично или полностью контролируется человеком, коптят сыр в температурах от 100° до 190° F или 38° до 88° С.
Также существует ещё один способ так называемого «копчения», который используется некоторыми недобросовестными производителями в менее дорогих сортах сыров, является использованием жидкого дыма, вкусовых добавок и пищевых красителей, чтобы придать своему продукту аромат и цвет оригинального, копчёного сыра.

## Сорта копчёных сыров
Как правило изготавливаются из данных видов знаменитых сыров: Грюйер, Гауда, Моцарелла и Чеддер. Копченый плавленый сыр называется «колбасным».